# Banana (narod)
Musei Banana (Banana, Bannana, Mussei, Mousseyi, Musei), narod čadske jezične porodice nastanjen regiji Mayo-Kebbi Est u departmanima Kabbia i Mont d’Illi, i regiji Tandjilé u departmanu Tandjile Ouest u Čadu i susjednom dijelu Kameruna, provincija Far North. Populacija im iznmosi oko 278,000, od čega većina u Čadu a ostali u Kamerunu.
Po vjeri ima katolika i muslimana. 
Masane, koji su od svojih susjeda tkođer nazivani Banana govore nekoliko dijalekata jezika masana, masa, massa ili "banana", a srodni su im Kado-Herde, Kulung Marba, Zime (govore jezikom mesme), Mussei Banana, Ngete, Peve i govornici jezika zumaya.